# Championnats d'Afrique de judo 1989
Navigation
Édition précédente Édition suivante
Les championnats d'Afrique de judo 1989 se déroulent du 3 au 10  décembre 1989 à Abidjan, en Côte d'Ivoire,.

## Déroulement
61 judokas et 32 judokates participent à ces Championnats.
La délégation égyptienne obtient trois médailles d'or et une médaille d'argent lors de la première journée, tandis que les Algériens remportent une médaille d'or, trois médailles d'argent et une médaille de bronze. Lors de la deuxième journée, les Égyptiens remportent seulement des médailles de bronze tandis que les Algériens remportent une médaille d'or et une médaille d'argent.

## Médaillés
Au sein de la délégation sénégalaise : 
- Khadidiatou Seck  bat Nacira Nouari (Algérie) pour remporter une médaille d'or dans la catégorie des poids lourds (+72 kg),
- Pierre Yves Sène, Lansana Coly, Bineta Diagne, Louise Ngom, Afissatou Ann, Fatou Sall, Khadidiatou Seck et Ibrahima Diallo sont médaillés de bronze par équipe.

Au sein de la délégation algérienne :
- chez les hommes : 
  - 2 médailles d'or sont remportées par Ali Idir (-80 kg)  et Abderrahim Laaoued (-78 kg)
  - 4 médailles d'argent sont remportées par Abdelhakim Harkat, Boubakeur Kaouane (+95 kg), Ferhat Challal (open) et Riad Chibani (-86 kg) ;
  - 1 médaille de bronze est remportée par Mohamed Tahir (-86 kg) ;
- chez les femmes, 6 judokates sont engagées et 7 médailles sont remportées dont une en or : 
  - Zahia Bacha remporte la médaille d'or dans la catégorie des moins de 66 kg ;
  - Nacera Nouari remporte deux médailles d'argent, dans la catégorie des plus de 72 kg et dans le tournoi toutes catégories[4] ;
  - Samira Azizi remporte la médaille d'argent dans la catégorie des moins de 61 kg[3] ;
  - Nadia Khadem remporte la médaille de bronze dans la catégorie de moins de 52 kg ;
  - l'Algérie est médaillée d'argent par équipes.

Au sein de la délégation égyptienne :
- Mohamed Ali Rashwan est médaillé d'or dans la catégorie des plus de 95 kg[3] ;
- Abdelhalim Walid est médaillé d'or dans la catégorie des moins de 86 kg[3] ;
- El-Mesr Hawam est médaillée d'argent dans la catégorie des moins de 66 kg[3];
- l'Égypte est médaillée d'or par équipes.

Au sein de la délégation marocaine, Souhir El Mtouni est médaillée d'or dans la catégorie des moins de 61 kg.
La Tunisienne Souad Bouzainne remporte la médaille d'or dans la catégorie des moins de 48 kg.
L'Angola remporte 1 médaille d'argent et 2 médailles de bronze chez les hommes .